# レオパード・スティール
株式会社レオパード・スティール（LEOPARD STEEL）は、日本の声優事務所。

## 概要
松濤アクターズギムナジウムの直結の声優事務所として2014年7月1日に設立。

## 所属者
2023年8月時点。

### 男性
- 上石直行
- 岩瀬遼平
- 岡本堂玄
- 櫻井皓基
- 陽村護
- 中島和輝
- 西山慎哉
- 野宮一範
- 星乃圭吾
- 山下公平（業務提携）
- 吉田拓真

### 女性
- 相川ケイ
- 天野由紀
- 江袋見咲
- 大内茜
- 岡本牧子（業務提携）
- 尾崎えり
- 小田島風美
- 神咲茉希
- 北﨑ひとみ
- 楠浩子
- 古賀尋子
- 柴奈慶
- 東海林亜祐
- 鈴木柚里絵
- 竹下礼奈
- 仁胡
- 堀川かえで
- 本郷さと子
- 松元菜々海
- みなもりあすか
- 宮崎奈苗（業務提携）
- 優月和香

### クリエイター
- 逢田真吾
- 及川中
- 齋藤勝
- 福島央俐音
- まつゆき杏
- 柳谷杞一郎

## 過去に所属していた主な所属者
- 巴十一
- やまかわともみ（現所属：maximum）
- 香乃みお
- 猪野和真
- 川辺俊介
- 川端しおり（現所属：プロダクション SHIROBACO）
- 小林悠希
- 児玉理恵子
- たむらゆり
- 菅愛理
- 三葉彩夏
- 福原安祥（現所属：青二プロダクション）
- 真野恭輔（現所属：BLACK SHIP）

### クリエイター
- Ettoman
- しもがまちあき
- 山歌和樂陽
- 古賀陽菜

## ラジオ番組
れおぱーど・すくーる!
2017年6月7日から2020年3月25日まで響ラジオステーションで配信していた。毎週水曜日更新。開始当初の開始タイトルは「愛理と菜々海と澤潟の れおぱーど・すくーる 〜ダメ出しください！〜」。